# Амачрее, Мактабене
Мактабене «Макбуле» Амачрее (англ. Mactabene Amachree / тур. Makbule Amachreeрод. 30 января 1978, Порт-Харкорт, штат Риверс, Нигерия) — нигерийско-турецкая баскетболистка, выступающая в амплуа свингмэна. Участник Олимпийских игр 2004, чемпион Африки. Первая нигерийка, игравшая в чемпионате России.

## Биография
Мактабене Амачрее родилась в богатой и титулованной нигерийской семье, она является принцессой клана Оджука королевства Калабари, насчитывающего 2 миллиона подданных. Образование получила в Христианском Университете Абилина.
Первым профессиональным клубом стал московский ЦСКА. В российском чемпионате Мактабене провела 27 игр, в среднем набирая 12,1 очко, делая 4,6 подбора. После России баскетболистка перебралась в Турцию, где и прошла основная часть её клубной карьеры. За 12 сезонов, проведенных в турецком чемпионате, Амачрее становилась чемпионом первенства, два раза включалась в состав матча «Всех звёзд» турецкой лиги (2006 и 2008). В последние годы она выступала в основном за команды-середняков турнирной таблицы. Имеет турецкое гражданство, видоизменила своё имя на «Макбуле», более пригодное для турецких болельщиков.
В 2001 году дебютировала в заокеанской лиге за «Нью-Йорк Либерти», отыграла две игры, при этом набрала 1 очко. Через год в «Сиэтл Шторме» Мактабене вышла на площадку 7 раз (8 очков). В 2005 году в составе «Вашингтон Мистикс» сыграла 3 матча (2 очка).

### Сборная Нигерии
За сборную Нигерии Амачрее стала привлекаться с кадетского возраста (до 16 лет). Участница исторического события для нигерийского женского баскетбола — Олимпийских игр 2004 года.
В 2005 году на «домашнем» чемпионате Африки Мактабене внесла большой вклад в победу национальной сборной. Особенно ей удались матчи «на вылет», в полуфинале со сборной ДР Конго и финале с Сенегалом Амачрее набрала больше всех очков в матче — 23 и 16 соответственно. В среднем за матч баскетболистка набрала в этом турнире 14,2 очка, 2-й показатель в команде после Мфон Удока.

## Достижения
- Чемпион Африки: 2005
- Чемпион Турции: 2005
- Серебряный призёр чемпионата Турции: 2006, 2009